# Miaplacidus
Miaplacidus (beta Carinae) is een heldere ster in het sterrenbeeld Kiel (Carina). Vanaf de Aarde gezien bevindt het verder gelegen extragalactisch stelsel NGC 2822 zich vrij dicht tegen deze ster.